# Закон Виллия
Зако́н Ви́ллия (лат. Lex Villia annalis) — древнеримский закон 180 года до н. э.
Закон установил:
- иерархический порядок должностей («certus ordo magistratuum», или cursus honorum): квестор, курульный эдил, претор и консул; попасть на должность консула можно было, только пройдя через эти предварительные ступени.
- минимальный возраст для занятия низшей ступени этой лестницы — квестуры, но он устанавливался косвенно: кандидат должен предварительно отбыть в течение 10 лет воинскую повинность (или, по крайней мере, в течение 10 лет предъявлять себя к набору); а так как отбывание воинской повинности начинается с 17 лет, то квестором можно сделаться не ранее 27 лет.
- предписал обязательный двухлетний промежуток между сложением с себя одной должности и избранием в другую.

Все эти три пункта преследуют одну цель: не допустить слишком молодых и неопытных людей на пост высших магистратов.
Этот закон к концу Республики потерял своё значение из-за изменений в воинской повинности: фактически граждане перестали привлекаться к отбыванию обязательной воинской повинности, войско же комплектовалось из волонтёров-пролетариев.
Вследствие этого закон Виллия был исправлен сообразно новым условиям законом Суллы — lex Cornelia de magistratibus 81 года до н. э. Последний закон уже прямо определил минимальный возраст для занятия каждой должности: для квестуры — 30 лет, для претуры — 40 и для консулата — 43 года.